# Hexorthodes accurata
Hexorthodes accurata är en fjärilsart som beskrevs av H. Edwards 1882. Hexorthodes accurata ingår i släktet Hexorthodes och familjen nattflyn. Inga underarter finns listade i Catalogue of Life.